# Tibor Simon
Prof. Dr. Timor Simon (n. 1926 ) es un botánico húngaro, que trabaja en la "Universidad de Agricultura", de Budapest.

## Algunas publicaciones

### Libros
- tibor Simon. 2000. A magyarországi edényes flóra határozója. Harasztok - Virágos növények (Flora vascular húngara. Haraszti - Las plantas con flores). 4ª edición

- ----------------. 1999. Növényismeret: a hazai növényvilág kis határozója (Conocimiento de la planta: determinante de la flora nacional). Con Tibor Seregélyes. 2ª ed. de Nemzeti Tankönyvkiadó, 276 pp. ISBN 963190119X

- ----------------. 1992. A magyarorszagi edenyes flora hatarozoja: Harasztok, viragos novenyek (La flora vascular de Hungría: Haraszti, plantas con flores ). Ed. Tankonyvkiado. 892 pp. ISBN 963-18-4340-8

- ----------------. 1982. Kis növényhatározó rendszertani eś ökológiai taíjékoztatóval (Taxonomía de Plantas Pequeñas y prospecto de Ecología). Con Vera Csapody. Ed. Tankönyvkiàdó, 205 pp. ISBN 9631756394

- ----------------. 1977. Vegetationsuntersuchungen im Zemplener Gebirge: Abgrenzung zonologischer Einheiten unter Anwendung quantitativer und rechentechnischer Methoden : Vorstellung ... Landschaften (Los estudios de vegetación en las montañas de Zemplén: unidades de zonologischer trazado utilizando los métodos cuantitativos y la tecnología informática: Presentación ... Paisajes). Ed. Akademiai Kiado. Tomo 7, 350 pp. (edición germana). ISBN 963-05-1251-3

- La abreviatura «T.Simon» se emplea para indicar a Tibor Simon como autoridad en la descripción y clasificación científica de los vegetales.[1]